# Slobidka-Hirciîcineanska, Dunaiivți
Slobidka-Hirciîcineanska (în ucraineană Слобідка-Гірчичнянська) este un sat în comuna Ivankivți din raionul Dunaiivți, regiunea Hmelnîțkîi, Ucraina.

## Demografie
Componența lingvistică a localității Slobidka-Hirciîcineanska
     Ucraineană (100%)
Conform recensământului din 2001, toată populația localității Slobidka-Hirciîcineanska era vorbitoare de ucraineană (100%).